# Jardín de Plantas Medicinales de la Escuela de Farmacia Meiji
El Jardín de Plantas Medicinales de la Escuela de Farmacia Meiji, en japonés: 明治薬科大学薬用植物園 Meiji Yakka Daigaku Rigakubu Fuzoku, es un jardín botánico de 920 metros cuadrados, que se ubica en el campus de la Universidad Farmacéutica Meiji en Kiyose barrio de Tokio, Japón.

## Localización
Meiji Yakka Daigaku Rigakubu Fuzoku, Noshio 2-522-1, Kiyose-shi, Tokyo-ken 204-8588 Honshu-jima Japón.
Se llega con la línea "Seibu Ikebukuro", 12 minutos a pie desde la estación de Akitsu
Con la línea "JR Musashino Tsu" 17 minutos a pie desde la estación,
Planos y vistas satelitales.35°46′54.5″N 139°30′20.3″E / 35.781806, 139.505639
- Altitud: 32 metros
- Temperatura media anual: 15,3 °C
- Promedio Anual de Lluvia: 1305 mm (1971 a 2000)

La entrada es gratuita de 9:00 a 16:00 los días de apertura de la universidad. Para las visitas de grupo, es necesario ponerse en contacto de antemano con la universidad.

## Historia
Fue creado en un principio en Setagaya el 23 de noviembre de 1982 como jardín de hierbas, y plantas medicinales de la Universidad Farmacéutica Meiji, principalmente para fines de investigación, después en sus dos campus el de "Tanashi Setagaya" y el de "Kiyose".
En 1998 se trasladó a la nueva estructura integrada que se ha establecido en el campus de Kiyose.

## Colecciones
El jardín botánico contiene plantas de las que se utilizan en la farmacopea japonesa.
El jardín de especímenes que ocupa una superficie de unos 920 m², se compone principalmente de tres divisiones,
Con el Jardín de hierbas frente de la puerta y alrededor de los árboles. Con un estanque en el que se cultivan 20 especies de plantas acuáticas.
En el compartimiento más grande, la base de la medicina a base de plantas de la Pharmacopea ideal en Japón, plantas que son utilizadas en la medicina tradicional.
La tercera zona con las plantas de semi-sombra.
El campus también alberga una serie de árboles dispersos por todo su recinto que son importantes para la medicina tradicional tanto por su corteza como por sus hojas o frutos.

## Actividades pedagógicas
Además de servir como reserva de plantas para utilizar en los estudios universitarios, el jardín organiza cursos prácticos (farmacopea tradicional china, fitoterapia) a los farmacéuticos diplomados que están en formación continua, esto en colaboración con la « Sociedad Japonesa de Farmacognosia».